# Lucas Ferreira
Lucas dos Santos Ferreira (Campos dos Goytacazes, 28 aprile 2006) è un calciatore brasiliano, centrocampista dello Šachtar.

## Carriera
Ha iniziato a giocare nell'Americano per poi passare al Flamengo nel 2017. Rimasto svincolato nel 2020, dopo un breve periodo al Boavista-RJ è entrato a far parte del settore giovanile del San Paolo.
Nel marzo del 2023 ha firmato il suo primo contratto professionistico, rinnovato nel settembre del 2024 con l'inserimento di una clausola rescissoria. Ha debuttato in prima squadra l'11 febbraio del 2025, nell'incontro del campionato paulista pareggiato 0-0 contro l'Inter de Limeira.
Il 16 agosto 2025 si trasferisce allo Šachtar, firmando un contratto valido fino al 2030.

## Statistiche

### Presenze e reti nei club
Statistiche aggiornate al 21 maggio 2025.
| Stagione        | Squadra         | Campionato      | Campionato | Campionato | Coppe nazionali | Coppe nazionali | Coppe nazionali | Coppe continentali | Coppe continentali | Coppe continentali | Altre coppe | Altre coppe | Altre coppe | Totale | Totale | Totale |
| Stagione        | Squadra         | Comp            | Pres       | Reti       | Comp            | Pres            | Reti            | Comp               | Pres               | Reti               | Comp        | Pres        | Reti        | Pres   | Reti   |        |
| --------------- | --------------- | --------------- | ---------- | ---------- | --------------- | --------------- | --------------- | ------------------ | ------------------ | ------------------ | ----------- | ----------- | ----------- | ------ | ------ | ------ |
| 2025            | San Paolo       | A1/SP+A         | 3+9        | 0          | CB              | 2               | 0               | CL                 | 4                  | 1                  | -           | -           | -           | 18     | 1      |        |
| Totale carriera | Totale carriera | Totale carriera | 3+9        | 0          |                 | 2               | 0               |                    | 4                  | 1                  |             | -           | -           | 18     | 1      |        |